# Élections législatives de 1968 dans la Loire
Les élections législatives françaises de 1968 se déroulent les 23 et 30 juin 1968. Dans le département de la Loire, sept députés sont à élire dans le cadre de sept circonscriptions.

## Élus
| Circonscription | Député sortant        | Parti | Parti | Député élu ou réélu   | Parti | Parti |
| --------------- | --------------------- | ----- | ----- | --------------------- | ----- | ----- |
| 1re             | Michel Durafour       |       | CR    | Michel Durafour       |       | CR    |
| 2e              | Lucien Neuwirth       |       | UDR   | Lucien Neuwirth       |       | UDR   |
| 3e              | André Chazalon        |       | CD    | André Chazalon        |       | CD    |
| 4e              | Eugène Claudius-Petit |       | CD    | Eugène Claudius-Petit |       | CD    |
| 5e              | Alain Terrenoire      |       | UDR   | Alain Terrenoire      |       | UDR   |
| 6e              | Paul Rivière          |       | UDR   | Paul Rivière          |       | UDR   |
| 7e              | Michel Jacquet        |       | CNIP  | Michel Jacquet        |       | RI    |

## Résultats

### Résultats à l'échelle du département
| Parti          | Parti                                           | Premier tour | Premier tour | Second tour | Second tour | Sièges |
| Parti          | Parti                                           | Voix         | %            | Voix        | %           | Sièges |
| -------------- | ----------------------------------------------- | ------------ | ------------ | ----------- | ----------- | ------ |
|                | Union pour la défense de la République          | 100 554      | 32,55        | 96 410      | 33,02       | 3      |
|                | Républicains indépendants                       | 23 773       | 7,70         | 29 207      | 10,00       | 1      |
|                | Modérés                                         | 619          | 0,20         |             |             | 0      |
|                | Union des républicains de progrès               | 124 946      | 40,45        | 125 617     | 43,02       | 4      |
|                |                                                 |              |              |             |             |        |
|                | Parti radical                                   | 18 016       | 5,83         | 16 981      | 5,82        | 0      |
|                | Convention des institutions républicaines       | 8 308        | 2,69         | 13 161      | 4,51        | 0      |
|                | Section française de l'Internationale ouvrière  | 7 708        | 2,50         | Retrait     | Retrait     | 0      |
|                | Fédération de la gauche démocrate et socialiste | 34 032       | 11,02        | 30 142      | 10,32       | 0      |
|                |                                                 |              |              |             |             |        |
|                | Progrès et démocratie moderne                   | 76 094       | 24,63        | 68 771      | 23,55       | 3      |
|                | Parti communiste français                       | 60 108       | 19,46        | 67 481      | 23,11       | 0      |
|                | Parti socialiste unifié                         | 13 723       | 4,44         |             |             | 0      |
|                |                                                 |              |              |             |             |        |
| Inscrits       | Inscrits                                        | 410 471      | 100,00       | 410 467     | 100,00      | 7      |
| Abstentions    | Abstentions                                     | 97 118       | 23,66        | 110 363     | 26,89       |        |
| Votants        | Votants                                         | 313 353      | 76,34        | 300 104     | 73,11       |        |
| Blancs et nuls | Blancs et nuls                                  | 4 450        | 1,42         | 8 093       | 2,7         |        |
| Exprimés       | Exprimés                                        | 308 903      | 98,58        | 292 011     | 97,3        |        |

### Résultats par circonscription

#### Première circonscription (Saint-Étienne-Nord)
| Candidat       | Candidat                      | Parti          | Premier tour | Premier tour | Second tour | Second tour |  |
| Candidat       | Candidat                      | Parti          | Voix         | %            | Voix        | %           |  |
| -------------- | ----------------------------- | -------------- | ------------ | ------------ | ----------- | ----------- |  |
|                | Michel Durafour sortant réélu | CR (PDM)       | 13 662       | 35,43        | 16 163      | 42,57       |  |
|                | Lucien Nicolas                | UDR (URP)      | 11 098       | 28,78        | 10 491      | 27,63       |  |
|                | Michel Olagnier               | PCF            | 9 977        | 25,87        | 11 317      | 29,8        |  |
|                | Huguette Bouchardeau          | PSU            | 3 205        | 8,31         |             |             |  |
|                | Michel Moulard                | Modérés        | 619          | 1,61         |             |             |  |
|                |                               |                |              |              |             |             |  |
| Inscrits       | Inscrits                      | Inscrits       | 54 414       | 100,00       | 54 414      | 100,00      |  |
| Abstentions    | Abstentions                   | Abstentions    | 15 506       | 28,5         | 16 076      | 29,54       |  |
| Votants        | Votants                       | Votants        | 38 908       | 71,5         | 38 338      | 70,46       |  |
| Blancs et nuls | Blancs et nuls                | Blancs et nuls | 347          | 0,89         | 367         | 0,96        |  |
| Exprimés       | Exprimés                      | Exprimés       | 38 561       | 99,11        | 37 971      | 99,04       |  |

#### Deuxième circonscription (Saint-Étienne-Sud)
| Candidat       | Candidat                      | Parti          | Premier tour | Premier tour | Second tour | Second tour |  |
| Candidat       | Candidat                      | Parti          | Voix         | %            | Voix        | %           |  |
| -------------- | ----------------------------- | -------------- | ------------ | ------------ | ----------- | ----------- |  |
|                | Lucien Neuwirth sortant réélu | UDR (URP)      | 24 282       | 47,85        | 26 150      | 54,08       |  |
|                | Serge Gaillard                | PCF            | 9 926        | 19,56        | 14 070      | 29,1        |  |
|                | Louis Paulet                  | CD (PDM)       | 8 830        | 17,4         | 8 130       | 16,81       |  |
|                | Jean Vincent                  | FGDS (SFIO)    | 7 708        | 15,19        | Retrait     | Retrait     |  |
|                |                               |                |              |              |             |             |  |
| Inscrits       | Inscrits                      | Inscrits       | 70 982       | 100,00       | 70 979      | 100,00      |  |
| Abstentions    | Abstentions                   | Abstentions    | 19 708       | 27,76        | 22 024      | 31,03       |  |
| Votants        | Votants                       | Votants        | 51 274       | 72,24        | 48 955      | 68,97       |  |
| Blancs et nuls | Blancs et nuls                | Blancs et nuls | 528          | 1,03         | 605         | 1,24        |  |
| Exprimés       | Exprimés                      | Exprimés       | 50 746       | 98,97        | 48 350      | 98,76       |  |

#### Troisième circonscription (Saint-Chamond)
| Candidat       | Candidat                     | Parti          | Premier tour | Premier tour | Second tour | Second tour |  |
| Candidat       | Candidat                     | Parti          | Voix         | %            | Voix        | %           |  |
| -------------- | ---------------------------- | -------------- | ------------ | ------------ | ----------- | ----------- |  |
|                | André Chazalon sortant réélu | CD (PDM)       | 19 154       | 39,26        | 22 230      | 47,53       |  |
|                | Bernard Magniny              | UDR (URP)      | 13 902       | 28,49        | 13 196      | 28,22       |  |
|                | Jean Reymond                 | PCF            | 9 260        | 18,98        | 11 343      | 24,25       |  |
|                | Guy Payre                    | PSU            | 6 475        | 13,27        | Retrait     | Retrait     |  |
|                |                              |                |              |              |             |             |  |
| Inscrits       | Inscrits                     | Inscrits       | 62 774       | 100,00       | 62 776      | 100,00      |  |
| Abstentions    | Abstentions                  | Abstentions    | 13 315       | 21,21        | 15 383      | 24,5        |  |
| Votants        | Votants                      | Votants        | 49 459       | 78,79        | 47 393      | 75,5        |  |
| Blancs et nuls | Blancs et nuls               | Blancs et nuls | 668          | 1,35         | 624         | 1,32        |  |
| Exprimés       | Exprimés                     | Exprimés       | 48 791       | 98,65        | 46 769      | 98,68       |  |

#### Quatrième circonscription (Firminy)
| Candidat       | Candidat                            | Parti          | Premier tour | Premier tour | Second tour | Second tour |  |
| Candidat       | Candidat                            | Parti          | Voix         | %            | Voix        | %           |  |
| -------------- | ----------------------------------- | -------------- | ------------ | ------------ | ----------- | ----------- |  |
|                | Théo Vial-Massat                    | PCF            | 12 951       | 32,08        | 15 918      | 41,68       |  |
|                | Eugène Claudius-Petit sortant réélu | CD (PDM)       | 12 852       | 31,83        | 22 248      | 58,25       |  |
|                | Serge Le Griel                      | UDR (URP)      | 10 530       | 26,08        | 28          | 0,07        |  |
|                | Paul Médard                         | PSU            | 4 043        | 10,01        |             |             |  |
|                |                                     |                |              |              |             |             |  |
| Inscrits       | Inscrits                            | Inscrits       | 52 903       | 100,00       | 52 903      | 100,00      |  |
| Abstentions    | Abstentions                         | Abstentions    | 11 817       | 22,34        | 13 470      | 25,46       |  |
| Votants        | Votants                             | Votants        | 41 086       | 77,66        | 39 433      | 74,54       |  |
| Blancs et nuls | Blancs et nuls                      | Blancs et nuls | 710          | 1,73         | 1 239       | 3,14        |  |
| Exprimés       | Exprimés                            | Exprimés       | 40 376       | 98,27        | 38 194      | 96,86       |  |

#### Cinquième circonscription (Roanne)
| Candidat       | Candidat                       | Parti          | Premier tour | Premier tour | Second tour | Second tour |  |
| Candidat       | Candidat                       | Parti          | Voix         | %            | Voix        | %           |  |
| -------------- | ------------------------------ | -------------- | ------------ | ------------ | ----------- | ----------- |  |
|                | Alain Terrenoire sortant réélu | UDR (URP)      | 18 268       | 39,8         | 25 047      | 62,81       |  |
|                | Paul Pillet                    | CD (PDM)       | 10 432       | 22,73        | Retrait     | Retrait     |  |
|                | Jean Diat                      | PCF            | 8 934        | 19,46        | 14 833      | 37,19       |  |
|                | Marcel Santarelli              | FGDS (Radical) | 8 266        | 18,01        | Retrait     | Retrait     |  |
|                |                                |                |              |              |             |             |  |
| Inscrits       | Inscrits                       | Inscrits       | 60 112       | 100,00       | 60 112      | 100,00      |  |
| Abstentions    | Abstentions                    | Abstentions    | 13 601       | 22,63        | 17 210      | 28,63       |  |
| Votants        | Votants                        | Votants        | 46 511       | 77,37        | 42 902      | 71,37       |  |
| Blancs et nuls | Blancs et nuls                 | Blancs et nuls | 611          | 1,31         | 3 022       | 7,04        |  |
| Exprimés       | Exprimés                       | Exprimés       | 45 900       | 98,69        | 39 880      | 92,96       |  |

#### Sixième circonscription (Feurs)
| Candidat       | Candidat                   | Parti          | Premier tour | Premier tour | Second tour | Second tour |  |
| Candidat       | Candidat                   | Parti          | Voix         | %            | Voix        | %           |  |
| -------------- | -------------------------- | -------------- | ------------ | ------------ | ----------- | ----------- |  |
|                | Paul Rivière sortant réélu | UDR (URP)      | 18 051       | 49,43        | 21 498      | 62,03       |  |
|                | Joseph Perrin              | FGDS (CIR)     | 8 308        | 22,75        | 13 161      | 37,97       |  |
|                | Robert Dupayrat            | CD (PDM)       | 6 481        | 17,75        | Retrait     | Retrait     |  |
|                | André Barge                | PCF            | 3 675        | 10,06        |             |             |  |
|                |                            |                |              |              |             |             |  |
| Inscrits       | Inscrits                   | Inscrits       | 46 726       | 100,00       | 46 719      | 100,00      |  |
| Abstentions    | Abstentions                | Abstentions    | 9 472        | 20,27        | 10 854      | 23,23       |  |
| Votants        | Votants                    | Votants        | 37 254       | 79,73        | 35 865      | 76,77       |  |
| Blancs et nuls | Blancs et nuls             | Blancs et nuls | 739          | 1,98         | 1 206       | 3,36        |  |
| Exprimés       | Exprimés                   | Exprimés       | 36 515       | 98,02        | 34 659      | 96,64       |  |

#### Septième circonscription (Montbrison)
| Candidat       | Candidat                     | Parti          | Premier tour | Premier tour | Second tour | Second tour |  |
| Candidat       | Candidat                     | Parti          | Voix         | %            | Voix        | %           |  |
| -------------- | ---------------------------- | -------------- | ------------ | ------------ | ----------- | ----------- |  |
|                | Michel Jacquet sortant réélu | RI (URP)       | 23 773       | 49,51        | 29 207      | 63,24       |  |
|                | Armand Bazin                 | FGDS (Radical) | 9 750        | 20,31        | 16 981      | 36,76       |  |
|                | Jean Anglard                 | PCF            | 5 385        | 11,22        |             |             |  |
|                | Henri Lambey                 | CD (PDM)       | 4 683        | 9,75         |             |             |  |
|                | Jean Chaland                 | diss. UDR      | 4 423        | 9,21         |             |             |  |
|                |                              |                |              |              |             |             |  |
| Inscrits       | Inscrits                     | Inscrits       | 62 560       | 100,00       | 62 564      | 100,00      |  |
| Abstentions    | Abstentions                  | Abstentions    | 13 699       | 21,9         | 15 346      | 24,53       |  |
| Votants        | Votants                      | Votants        | 48 861       | 78,1         | 47 218      | 75,47       |  |
| Blancs et nuls | Blancs et nuls               | Blancs et nuls | 847          | 1,73         | 1 030       | 2,18        |  |
| Exprimés       | Exprimés                     | Exprimés       | 48 014       | 98,27        | 46 188      | 97,82       |  |